# Schickendantzia
Schickendantzia é um género botânico pertencente à família Alstroemeriaceae.